# Ederson (ur. 1986)
Ederson, właśc. Ederson Honorato Campos (ur. 13 stycznia 1986 w Parapui) – brazylijski piłkarz grający na pozycji pomocnika. Zawodnik klubu CR Flamengo.
Swą karierę zaczynał w Brazylii w zespole RS Futebol. Został tam dostrzeżony przez scoutów EC Juventude. Następnie przeniósł się do Europy, gdzie występował w OGC Nice. Pod koniec stycznia 2008 doszło do sfinalizowania transakcji, na mocy której Ederson przeniósł się do innego klubu Ligue 1 Olympique Lyon. Do nowej drużyny dołączył dopiero latem, gdyż został wypożyczony do zespołu z Nicei, aby mógł dokończyć sezon w klubie, w którym rozpoczęła się jego przygoda z europejskim futbolem. OL uprzedził takie kluby jak: Manchester United, Juventus F.C. czy Real Madryt. Transfer do drużyny mistrza Francji opiewa na kwotę 15 mln euro.
| Sezon   | Klub           | Kraj     | Rozgrywki | Mecze | Bramki | Rozgrywki Europy   | Mecze | Bramki |
| ------- | -------------- | -------- | --------- | ----- | ------ | ------------------ | ----- | ------ |
| 2002    | RS Futebol     | Brazylia | Serie A   | 35    | 17     | -                  | -     | -      |
| 2003    | RS Futebol     | Brazylia | Serie A   | 37    | 20     | -                  | -     | -      |
| 2004    | EC Juventude   | Brazylia | Serie A   | 4     | 0      | -                  | -     | -      |
| 2004/05 | OGC Nice       | Francja  | Ligue 1   | 5     | 1      | -                  | -     | -      |
| 2005/06 | OGC Nice       | Francja  | Ligue 1   | 20    | 2      | -                  | -     | -      |
| 2006/07 | OGC Nice       | Francja  | Ligue 1   | 30    | 6      | -                  | -     | -      |
| 2007/08 | OGC Nice       | Francja  | Ligue 1   | 36    | 7      | -                  | -     | -      |
| 2008/09 | Olympique Lyon | Francja  | Ligue 1   | 35    | 5      | Liga Mistrzów UEFA | 8     | 0      |
| 2009/10 | Olympique Lyon | Francja  | Ligue 1   | 24    | 2      | Liga Mistrzów UEFA | 9     | 0      |
| 2010/11 | Olympique Lyon | Francja  | Ligue 1   | 8     | 2      | Liga Mistrzów UEFA | 0     | 0      |
| 2011/12 | Olympique Lyon | Francja  | Ligue 1   | 15    | 2      | Liga Mistrzów UEFA | 0     | 0      |
| 2012/13 | SS Lazio       | Włochy   | Serie A   | 15    | 1      | -                  | -     | -      |

Stan na: 1 lipca 2012 r.

## Kariera reprezentacyjna
11 sierpnia 2010 roku zadebiutował w reprezentacji Brazylii w meczu z USA (2:0)